# 稲葉瑠奈
 稲葉 瑠奈（いなば るな、1981年1月29日 - ）は、日本のピアニスト、元モデル。

## 人物・来歴
大阪府出身。
3歳からピアノをはじめる。大阪府立夕陽丘高等学校音楽科を卒業、東京芸術大学音楽学部器楽学科ピアノ専攻卒業。
高校生のころからさまざまなピアノコンクールに入賞、21歳、大学在学中にキングレコードからCDデビュー。
それをきっかけにモデルもはじめる。
青葉台東急スクエア春のキャンペーン・イメージキャラクター、成田空港施設案内イメージキャラクターなどを務める。
2006年にはテレビドラマ『のだめカンタービレ』に、主人公たちが通う大学の理事長の若き日の役で出演し、女優デビューも果たした。2011年には『さよならぼくたちのようちえん』にも出演した。

## 賞歴
- 1996年　　和歌山音楽コンクール高校ピアノ部門　1位
- 1997年　　神戸国際音楽コンクールピアノ部門　兵庫県教育長賞
- 1998年　　全日本学生音楽コンクール西日本　3位
- 2001年　　宝塚ベガ音楽コンクールピアノ部門　6位

　　　　　 「ブラビシモ クラシカ2001」コンクール　エンターテインメント審査特別賞
- 2002年　　第4回堺国際ピアノコンクール一般部門　1位
- 2003年　　「The 2003 World Piano Competition」アーティスト部門　4位受賞